# Patrick Mayhew
Pour les articles homonymes, voir Mayhew.
Patrick Barnabas Burke Mayhew, baron Mayhew de Twysden (11 septembre 1929 - 25 juin 2016) est un homme politique et avocat britannique.

## Biographie
Patrick Mayhew est élu en 1974 député de Tunbridge Wells au Parlement du Royaume-Uni sous les couleurs du Parti conservateur. Il conserve ce poste jusqu'en 1997. En avril 1992, il est nommé Secrétaire d'État pour l'Irlande du Nord, participant jusqu'en 1997 au processus de paix du conflit nord-irlandais. En juillet 1997, il devient pair à vie à la Chambre des lords sous le titre de « baron Mayhew de Twysden ».
Il meurt le 25 juin 2016. Son fils, Jerome Mayhew, est élu député en 2019.

## Œuvres
- (en) One Family's War, Spellmount Publishers Ltd, New Ed edition, 254 p., 1995.